# C7-es busz (Nagykanizsa)
A nagykanizsai 24-es jelzésű autóbusz a Napraforgó tér és Kiskanizsa, Bornemissza utca között közlekedik. A viszonylatot a Volánbusz üzemelteti.

## Útvonala
| Kiskanizsa, Bornemissza utca felé | Napraforgó tér felé |
| --- | --- |
| Napraforgó tér – Lámpagyár utca – Magyar utca – Kalmár utca – Király utca – Vár utca – Bajcsy-Zsilinszky út – Varasdi utca – Kisrác utca – Nagyrác utca – Kiskanizsa, Nagyrác, forduló – Nagyrác utca – Tőzike utca – Dobó István utca – Bornemissza Gergely utca – Kiskanizsa, Bornemissza utca | Kiskanizsa, Bornemissza utca – Bornemissza Gergely utca – Pivári utca – Tőzike utca – Nagyrác utca – Kiskanizsa, Nagyrác, forduló – Nagyrác utca – Kisrác utca – Varasdi utca – Bajcsy-Zsilinszky út – Vár utca – Király utca – Kalmár utca – Magyar utca – Lámpagyár utca – Napraforgó tér |

## Megállóhelyei
| 0  | Napraforgó tér végállomás               | 18 | 5, 5Y, 7, 7Y, 8, 8Y, 15, 16, 16A, 16Y, 17, 18, 18Y, 26                                      | General Electric Hungary Zrt.                                                         |
| 1  | Lámpagyár utca                          | 17 | 2, 2E, 5, 5Y, 7, 7Y, 15, 16, 16A, 16Y, 17, 18, 18Y                                          |                                                                                       |
| 2  | Magyar utca 60.                         | 16 | 2E, 5, 5Y, 7, 7Y, 15, 16, 16A, 16Y, 17                                                      |                                                                                       |
| 4  | Kalmár utca                             | 14 | 2, 2E, 4A, 4Y, 5, 5Y, 6E, 7, 7Y, 8, 8Y, 9, 9Y, 10, 10A, 10Y, 16, 16A, 16E, 16Y, 17, 18, 18Y | Helyközi autóbusz-állomás, Vásárcsarnok, Kanizsa Plaza, Bolyai János Általános Iskola |
| 6  | Király utca                             | 12 | 4, 4A, 4Y, 6, 6A, 6Y, 16, 16A, 16Y, 25, 28, 46                                              | Pannon Egyetem - B épület                                                             |
| 7  | Gépgyár                                 | 11 | 4, 4A, 4Y, 6, 6A, 6Y, 16, 16A, 16Y, 25, 28, 46                                              |                                                                                       |
| 8  | Kiskanizsa, Varasdi utca                | 10 | 4, 4A, 4Y, 6, 6A, 6Y, 16, 16A, 16Y, 25, 28, 46                                              |                                                                                       |
| 9  | Kiskanizsa, Kisrác utca                 | 9  | 4, 4A, 4Y, 25, 46                                                                           |                                                                                       |
| 10 | Kiskanizsa, Kisrác óvoda                | 8  | 4, 4A, 4Y, 25, 46                                                                           |                                                                                       |
| 12 | Kiskanizsa, Nagyrác iskola              | 6  | 4, 4A, 4Y, 25, 46                                                                           |                                                                                       |
| 14 | Kiskanizsa, Nagyrác, forduló            | 4  | 4, 4A, 4Y, 25, 46                                                                           |                                                                                       |
| 16 | Kiskanizsa, Nagyrác iskola              | 2  | 4, 4A, 4Y, 25, 46                                                                           |                                                                                       |
| 17 | Kiskanizsa, Tőzike utca                 | 1  | 4, 4A, 4Y, 25, 46                                                                           |                                                                                       |
| 18 | Kiskanizsa, Bornemissza utca végállomás | 0  | 4, 4A, 4Y, 25, 46                                                                           |                                                                                       |